# Bo Jacobsen (psykolog)
 For alternative betydninger, se Bo Jacobsen (flertydig). (Se også artikler, som begynder med Bo Jacobsen)
Bo Jacobsen (født 11. november 1940 i København) er en dansk psykolog og sociolog, der er professor emeritus i sociologi ved Københavns Universitet. I Politiken blev han i 2019 beskrevet som den eksistentielle psykologis grand old man i Danmark.

## Baggrund og virke
Jacobsen er oprindeligt uddannet lærer, og derefter blev han mag. art. i psykologi. Efterfølgende blev han PhD og derefter Dr. Phil på to afhandlinger, der såvel bygger på psykologiske som sociologiske teorier og metoder. Han etablerede Center for Forskning i Eksistens og Samfund ved Københavns Universitet.
Jacobsen har haft en væsentlig indflydelse på eksistentiel pædagogik i Danmark. Herunder har han udgivet de to eksistenspædagogiske bøger Voksenundervisning og livserfaring fra 1989 samt Mød eleven fra 2003.
Jacobsen har desuden været central for den eksistentielle psykologi i Danmark. Her har han blandt andet skrevet bøgerne Eksistensens psykologi fra 1998 samt Livets dilemmaer fra 2009, som var en dansk udgave af bogen Invitation to Existential Psychology fra 2007. I den forbindelse har han også været med til at skrive bogen Kræft og eksistens om, hvordan man lever med kræft. Jacobsen har også gjort sig gældende internationalt, blandt andet med udgivelsen af artikler og en bog på engelsk.
Jacobsen har også været vigtig for den humanistiske psykologi i Danmark. I den sammenhæng har han været medvirkende til at fremme kendskabet til den humanistiske psykoterapi. Jacobsen har udgivet flere introduktioner til begge disse to nært beslægtede tilgange.
Endelig har Jacobsen også skrevet om videnskabsteori og undersøgt, hvad der er god forskning.
Jacobsen er i dag professor emeritus ved Københavns Universitet og privatpraktiserende psykolog i København som specialist i psykoterapi.